# Amnesia (5 Seconds of Summer)
Amnesia è un singolo del gruppo musicale australiano 5 Seconds of Summer, pubblicato il 5 settembre 2014 come terzo estratto dal primo album in studio 5 Seconds of Summer.
Coautori della canzone sono i fratelli Benji e Joel Madden dei Good Charlotte.

## Tracce
Testi e musiche di Benjamin Madden, Joel Madden, Louis Biancaniello, Michael Biancaniello e Sam Watters, eccetto dove indicato.
CD singolo (Australia, Canada, Regno Unito), download digitale
1. Amnesia – 3:57
2. Daylight – 3:25 (Ashton Irwin, Michael Clifford, Steve Robson, James Bourne, Christopher Bourne)
3. American Idiot – 3:03 (Billie Joe Armstrong, Frank E. Wright III, Michael R. Pritchard) – originariamente interpretata dai Green Day
4. Amnesia (Live at Wembley) – 3:53

7" (Regno Unito)
- Lato A

1. Amnesia – 3:57

- Lato B

1. American Idiot – 3:03 (Billie Joe Armstrong, Frank E. Wright III, Michael R. Pritchard) – originariamente interpretata dai Green Day

## Formazione
Gruppo
- Luke Hemmings – chitarra, voce
- Michael Clifford – chitarra, voce
- Calum Hood – basso, voce
- Ashton Irwin – batteria, voce

Altri musicisti
- Michael Biancaniello – chitarra aggiuntiva
- Louis Biancaniello – tastiera

Produzione
- Louis Biancaniello – produzione, ingegneria del suono
- Michael Biancaniello – produzione, ingegneria del suono
- Sam Watters – produzione
- Courtney Ballard – ingegneria del suono
- Brunt Stafford-Clark – mastering